# Poa paucispicula
Poa paucispicula är en gräsart som beskrevs av Frank Lamson Scribner och Elmer Drew Merrill. Poa paucispicula ingår i släktet gröen, och familjen gräs. Inga underarter finns listade i Catalogue of Life.